# Alberto Korda
Alberto Díaz Gutiérrez, mer känd som Alberto Korda eller Korda, född 14 september 1928 i Havanna, död 25 maj 2001 i Paris, var en kubansk fotograf som gjorde sig världskänd för att ha tagit en av världens mest spridda och reproducerade bilder, fotografiet på Che Guevara. Fotografiet fick namnet Guerrillero Heroico, "Gerillahjälten", och togs i Havanna den 5 mars 1960. Bilden har sedan dess reproducerats i tusentals variationer världen över och har även prytt kubanska sedlar och mynt.

## Bildgalleri

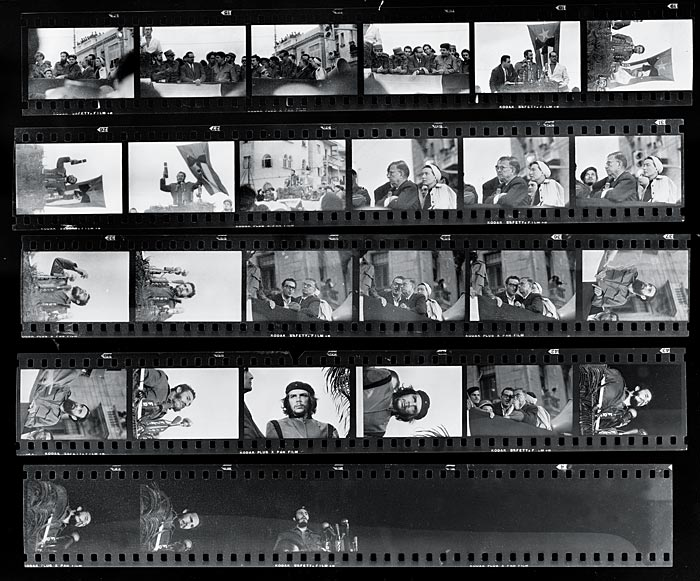
Kontaktkarta på Kordas filmrulle och berömda bild av Che Guevara. Filosoferna Jean-Paul Sartre och Simone de Beauvoir är också med på några rutor.
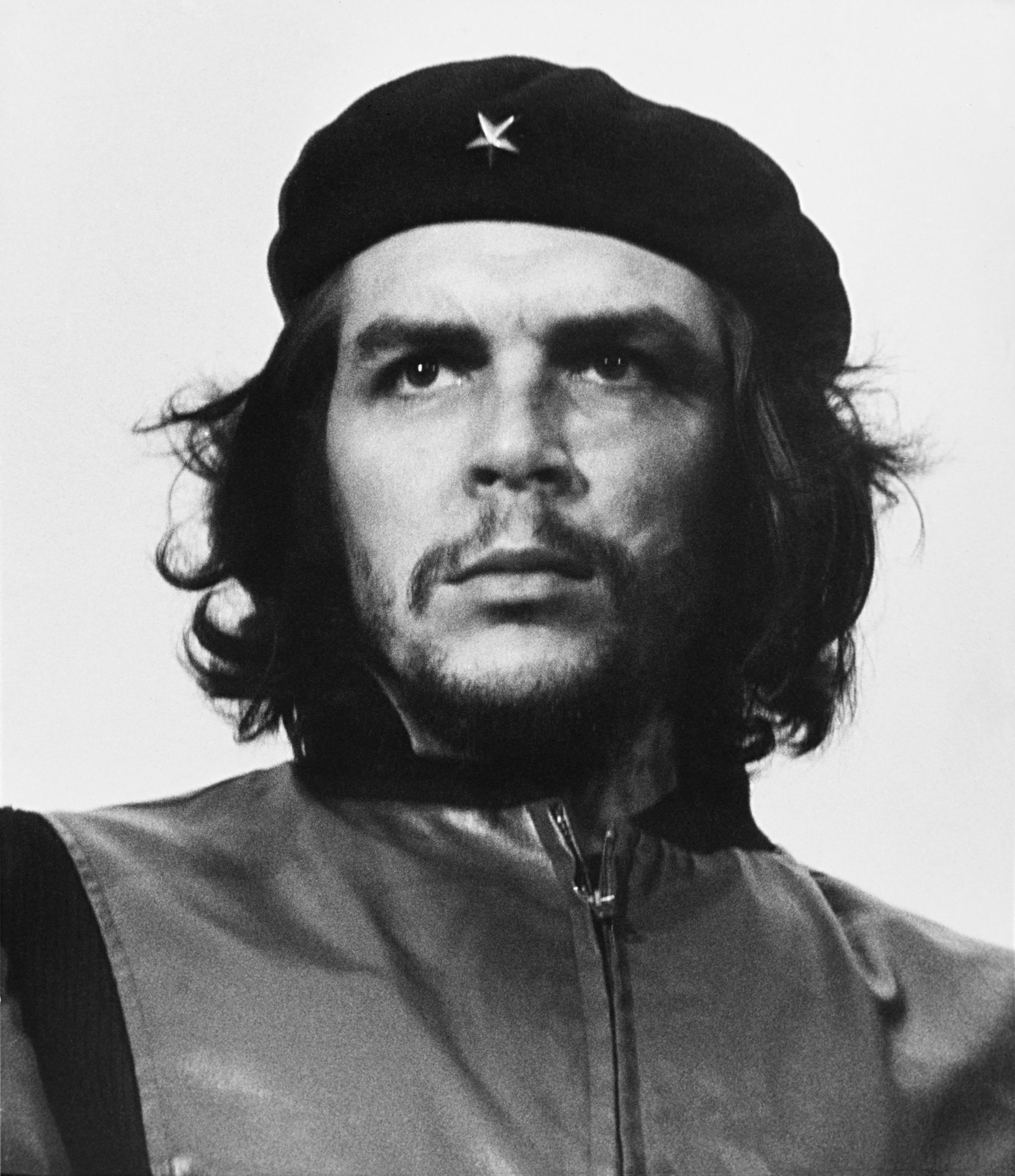
Kordas foto på Che Guevara.